# Les inévitables
Les inévitables è un cortometraggio del 2001 scritto e diretto da Christophe Le Masne.

## Riconoscimenti
- 2000 - Festival du Film Court, Nancy
  - Menzione Speciale della Giuria
- 2001 - Festival Premiers Plans, Angers
  - Gran premio della giuria
  - Premio della giuria europea
  - Premio per i giovani della giuria europea
  - Premio del pubblico per il miglior cortometraggio a Christophe Le Masne
- 2001 - Festival du Film d'Humour, l'Alpe d'Huez
  - Gran premio della giuria a Christophe Le Masne
- 2001 - Ciné-Cinémas
  - Gran premio della giuria a Christophe Le Masne, Premio degli Abonnés
- 2001 - Festival de Granada
  - Premio per la miglior interpretazione a Marc Citti
- 2001 - Mamers en Mars, Mamers
  - Premio del pubblico
- 2001 - Festival Ciné en Herbe, Montluçon
  - Premio del pubblico
- 2001 - Nuit du Film Court, Vélizy
  - Premio del pubblico
- 2001 - Festival Onze Bouge, Paris
  - Gran Premio Objectif
- 2001 - Festival de Loches
  - Premio per la migliore promessa
  - Premio del pubblico
  - Premio della SNCF
- 2001 - Festival de Béziers
  - Premio Coup de Coeur
- 2001 - Festival Travelling, Rennes
  - Premio Foyer des Jeunes Travailleurs
- 2001 - Festival Itinérances, Alès
  - Premio Speciale della Giuria e Menzioni speciali Spécial du Jury et Mentions spéciales
- 2001 - Festival de St Paul-les-Trois-Châteaux
  - Premio della Direction Départementale de la Jeunesse et des Sports

## Distribuzione

### Data di uscita
- Francia: 1º aprile 2001